# Indophaea fraseri
Indophaea fraseri är en trollsländeart som först beskrevs av Harry Hyde Laidlaw, Jr. 1920.  Indophaea fraseri ingår i släktet Indophaea och familjen Euphaeidae. Inga underarter finns listade i Catalogue of Life.